# Arthroleptella bicolor
Arthroleptella bicolor es una especie  de anfibios de la familia Pyxicephalidae.

## Distribución geográfica
Endémica de la Provincia Occidental del Cabo (Sudáfrica).

## Estado de conservación
Se encuentra amenazada por la pérdida de su hábitat natural.